# Villa Sertorio
Villa Sertorio, presumibilmente edificata tra il 1763 e il 1776 e proprietà privata della famiglia Sertorio - ascritta al patriziato genovese nel 1749 - si trova a Sestri Levante nella città metropolitana di Genova.

## Storia
La villa, come si può vedere dalla cartografia settecentesca, si estendeva in origine sulle sponde del torrente Gromolo per arrivare quasi al mare. La villa venne edificata in una zona già coltivata dal XVII secolo e incorporava una casa padronale ancora più antica.
Tra la fine del Settecento e la prima metà dell'Ottocento la villa venne ingrandita costituendo, oltre ad un luogo di svago, un centro di coltivazione e riorganizzazione agricola della campagna che la circondava.

## I prospetti
I prospetti della villa che danno a sud sul giardino e ad est su via Nazionale sono affrescati a partiture architettoniche anche se non originali perché hanno subito un restauro pittorico. Il fronte della villa che si affaccia ad ovest sugli orti, dalla parte del torrente Gromolo, hanno mantenuto l'intonacatura dell'Ottocento.
La villa è articolata su tre piani, il piano terra con mezzanine, il piano nobile, il piano attico ed ha nove assi di finestre ad interassi disuguali con un portale asimmetrico.
La zona inferiore che rinforza il basamento è dipinta in modo più marcato con un motivo di bugnato, mentre la zona superiore presenta degli orizzontamenti e delle paraste imponenti che poggiano sul marcapiano giungendo fino al cornicione.